# 1476 en Angleterre
Chronologie de l'Angleterre
- 1472
- 1473
- 1474
- 1475
- 1476
- 1477
- 1478
- 1479
- 1480

Cette page concerne l'année 1476 du calendrier julien.

## Naissances en 1476
- 14 janvier : Anne St Leger, baronne de Ros
- 6 octobre : Richard Plantagenêt, noble
- Date inconnue :
  - John Alen, docteur en droit canon
  - Alexander Barclay, poète
  - William FitzAlan, 11e comte d'Arundel
  - Adrien Fortescue, chevalier hospitalier
  - Elizabeth Herbert, 3e baronne Herbert
  - William Kingston, connétable de la Tour de Londres

## Décès en 1476
- 14 janvier : 
  - John de Mowbray, 4e duc de Norfolk
  - Anne d'York, duchesse d'Exeter
- 10 mars : Reginald West, 7e baron de la Warr (en) et 4e baron West (en)
- 8 juin : George Neville, archevêque d'York
- 18 octobre : Edward Neville, 3e baron Bergavenny
- 22 décembre : Isabelle Neville, duchesse de Clarence
- Date inconnue :
  - John Carpenter, évêque de Worcester
  - John Crosby, échevin
  - Hugh Fenn, notable